# Primevère à larges feuilles
Primula latifolia
Espèce
La Primevère à larges feuilles (Primula latifolia) est une espèce de plantes à fleurs de la famille des Primulacées.
C'est une plante herbacée vivace.

## Sous-espèces
- Primula latifolia subsp. graveolens (Hegetschw.) Rouy, 1908
- Primula latifolia subsp. latifolia Lapeyr., 1813